# Neapoli (Kozani)

Lageskizze der Gemeindeteile

Neapoli (griechisch Νεάπολη (f. sg.); meist mit Zusatz Neapoli Kozanis; deutsch etwa ‚Neustadt in Kozani‘) ist eine griechische Kleinstadt, Verwaltungssitz sowie ein Gemeindebezirk der Gemeinde Voio der Region Westmakedonien. Bis zur Verwaltungsreform 2010 bildete sie eine eigenständige Gemeinde.

## Geographie, Geologie und Klima
Der Gemeindebezirk Neapoli befindet sich in der Mitte der Gemeinde Voio im Nordwesten des griechischen Festlandes. Das Gebiet wird vom Aliakmonas in nord-südlicher Richtung durchquert und steigt nach Westen (zum Voio) und Osten (zum Askio) jeweils bergig an. Im Norden grenzt die Gemeinde Argos Orestiko, im Süden Grevena an das Gebiet Neapolis.
Die Entfernungen (alle Luftlinie) nach Siatista im Südosten beträgt 15 km, nach Kozani im Osten 34 km, nach Tsotili im Südosten 8 km, nach Kastoria 25 km, nach Grevena im Süden 26 km. Die Stadt Ioannina liegt in 85 km Entfernung im Südwesten, Trikala im Südsüdosten ist 90 km entfernt, im Osten sind Veria und Thessaloniki 73 bzw. 135 km entfernt. Zur griechischen Hauptstadt Athen beträgt die Entfernung ca. 330 km Luftlinie. Die Straßenentfernungen sind aufgrund der Straßenbeschaffenheit teilweise erheblich länger (beispielsweise die Entfernung nach Ioannina, Kastoria, Kozani und Trikala).

## Geschichte
Nach Angaben des Archäologen Antoni Keramopoulo sollen die Siedlungsspuren im Gebiet der Gemeinde Neapoli bis in die Zeit Alexanders des Großen zurückreichen. Seiner Meinung nach lag die antike Siedlung Levea (Levaia) auf dem Gebiet der Ortschaft Platania in der „Anana“ genannten Gegend. Der Archäologie Dimitrios Kanatsoulis vermutet die antike Siedlung Levea als Vorläufer der Ortschaft Platania an deren heutigen Stelle. Systematische Untersuchungen, insbesondere systematische Ausgrabungen mit Nachweisen von Siedlungsspuren, liegen allerdings nicht vor. Die antiken Überreste, welche bei der Ortschaft Platania vorgefunden worden waren, wurden in das Archäologische Museum der Stadt Kozani überführt. Auf dem Gebiet der Ortschaft Mesolongos befindet sich eine Burg wahrscheinlich mittelalterlichen Ursprungs; exakte systematische Untersuchungen hierzu sind ebenfalls nicht verfügbar.
Die gesichert erste Besiedlung des Gemeindegebietes erfolgte durch griechisch-orthodoxe Mönche, welche 1101 n. Chr. das Kloster „Metamorfosi tou Sotiros“ in Dryovouno gründeten. Drei weitere der insgesamt mindestens 9 Kirchen auf dem Gebiet der Gemeinde Neapoli wurden im 15. und 16. Jahrhundert gegründet bzw. erbaut.
Ein genaues Gründungsdatum der Ortschaften der Gemeinde Neapoli bzw. von Neapoli selbst ist anhand schriftlicher Quellen nicht vorhanden. Sicher besteht die Ortschaft Kallistrati seit 1813; entsprechend zurückreichende Kirchenbücher liegen für Kallistrati vor.
Die heutige Kleinstadt wurde 1918 unter dem Namen Lipsista (gr. Λειψίστα) als Landgemeinde (kinotita) anerkannt; 1928 erfolgte die Umbenennung von Stadt und Gemeinde in Neapolis (Νεάπολις). 1986 wurde die Gemeinde um zahlreiche benachbarte Landgemeinden erweitert und unter der Dimotiki-Form Neapoli (Νεάπολη) zur Stadtgemeinde (dimos) erhoben. Diese Gemeinde ging 2010 in der neu gegründeten Gemeinde Voio auf, wo sie seither einen Gemeindebezirk bildet.

## Bevölkerung, Verwaltung und Politik, Persönlichkeiten
Die Gemeinde Neapoli wies in der Volkszählung 2011 insgesamt 4100 Einwohner auf. Diese verteilten sich auf den Stadtbezirk Neapoli und weitere 19 Ortsgemeinschaften mitsamt der dazugehörigen 27 Siedlungen.
| Stadtbezirk Ortsgemeinschaft | griechischer Name             | Code     | Fläche (km²) | Einwohner 2001 | Einwohner 2011 | Dörfer und Siedlungen    |
| ---------------------------- | ----------------------------- | -------- | ------------ | -------------- | -------------- | ------------------------ |
| Neapoli                      | Δημοτική Κοινότητα Νεάπολης   | 14020101 | 22,054       | 2369           | 2323           | Neapoli, Melidoni        |
| Aidonochori                  | Τοπική Κοινότητα Αηδονοχωρίου | 14020102 | 09,870       | 0115           | 0089           | Aidonochori, Kallistrati |
| Aliakmonas                   | Τοπική Κοινότητα Αλιάκμονος   | 14020103 | 16,000       | 0281           | 0231           | Aliakmonas               |
| Axiokastro                   | Τοπική Κοινότητα Αξιοκάστρου  | 14020104 | 15,563       | 0146           | 0133           | Axiokastro, Klima        |
| Aspropoula                   | Τοπική Κοινότητα Ασπρούλας    | 14020105 | 17,425       | 0185           | 0122           | Aspropoula, Kryoneri     |
| Velandia                     | Τοπική Κοινότητα Βελανιδιάς   | 14020106 | 16,515       | 0156           | 0109           | Velandia, Sterna         |
| Dryovouno                    | Τοπική Κοινότητα Δρυοβούνου   | 14020107 | 24,997       | 0402           | 0251           | Dryovouno                |
| Lefkothea                    | Τοπική Κοινότητα Λευκοθέας    | 14020108 | 08,457       | 0056           | 0020           | Lefkothea                |
| Mesolongos                   | Τοπική Κοινότητα Μεσολόγγου   | 14020109 | 10,440       | 0076           | 0040           | Mesolongos               |
| Molocha                      | Τοπική Κοινότητα Μολόχας      | 14020110 | 09,255       | 0190           | 0132           | Molocha                  |
| Peponia                      | Τοπική Κοινότητα Πεπονιάς     | 14020111 | 11,065       | 0130           | 0070           | Peponia                  |
| Peristera                    | Τοπική Κοινότητα Περιστέρας   | 14020112 | 07,002       | 0059           | 0022           | Peristera                |
| Platania                     | Τοπική Κοινότητα Πλατανιάς    | 14020113 | 09,901       | 0121           | 0093           | Platania                 |
| Polylakko                    | Τοπική Κοινότητα Πολυλάκκου   | 14020114 | 10,119       | 0077           | 0029           | Polylakko                |
| Pylori                       | Τοπική Κοινότητα Πυλωρίου     | 14020115 | 07,595       | 0085           | 0057           | Pylori                   |
| Simandro                     | Τοπική Κοινότητα Σημάντρου    | 14020116 | 06,316       | 0049           | 0038           | Simandro                 |
| Skalochori                   | Τοπική Κοινότητα Σκαλοχωρίου  | 14020117 | 11,286       | 0176           | 0102           | Skalochori               |
| Trapezitsa                   | Τοπική Κοινότητα Τραπεζίτσης  | 14020118 | 09,944       | 0208           | 0099           | Trapezitsa, Panapeti     |
| Chimerino                    | Τοπική Κοινότητα Χειμερινού   | 14020119 | 06,112       | 0087           | 0050           | Chimerino                |
| Chorigos                     | Τοπική Κοινότητα Χορηγού      | 14020120 | 08,230       | 0153           | 0090           | Chorigos, Panagia        |
| Gesamt                       | Gesamt                        | 140201   | 238,146      | 5121           | 4100           |                          |

## Wirtschaft, Infrastruktur, Verkehr
Die Bewohner Neapolis beschäftigen sich mit der Landwirtschaft einschließlich der Viehzucht. Die Kleinstadt Neapoli dient dabei den anderen Ortschaften des Gemeindebezirks als Zentrum.
Neapoli verfügt über eine Polizeiinspektion sowie eine Feuerwache. Ein Hotel befindet sich ebenfalls in Neapoli. Sowohl in Neapoli selbst als auch in Chorigos, Skalochori, Axiokastro und Molocha befinden sich kleine sogenannte ‚Gesundheitszentren‘, welche die primäre medizinische Versorgung der Bevölkerung sicherstellen. Sie verfügen typischerweise über einen Arzt. Die nächste Poliklinik oder Kendro Ygias (‚Gesundheitszentrum‘) mit mehreren Ärzten unterschiedlicher Fachrichtungen befindet sich in Tsotili, das nächste Krankenhaus in Kozani.
Neapoli ist an das griechische Fernstraßennetz über die Nationalstraße 20 (Europastraße 90) und die Nationalstraße 15 angeschlossen. Die Nationalstraße 20 passiert Neapoli aus Westen von Ioannina und Konitsa her kommend und führt ostwärts nach Siatista und Kozani. Die Nationalstraße 15 führt von Siatista aus nach Nordnordwest durch Neapoli nach Argos Orestiko und Kastoria. Beide Nationalstraßen bilden östlich von Neapoli eine gemeinsame Trasse bis nach Siatista. Seit 2010 passiert die Autobahn 29 Neapoli im Osten des Gemeindegebietes, wobei es eine eigene Anschlussstelle Neapoli gibt. Über die Autobahn 29 besteht bei Siatista ein Anschluss an die Autobahn 2, welche eine erheblich schnellere Verbindung nach Ioannina im Westen und nach Kozani, Veria und Thessaloniki im Osten realisiert.
Eine Eisenbahnanbindung hat Neapoli nicht.
Der nächstgelegene nationale Flughafen ist der von Kastoria bei Argos Orestiko. Der nächstgelegene internationale Flughafen ist der von Ioannina bzw. der Flughafen Thessaloniki.
Der das Gemeindegebiet passierende längste griechische Fluss Aliakmonas erlaubt im Flussabschnitt der Gemeinde Neapoli keinen Schiffsverkehr.

## Bildung, Kultur, Sehenswürdigkeiten
In den Ortschaften Kalistrati, Skalochori und Chorigos existieren volkskundliche Museen. Das Volkskundemuseum von Chorigos wurde 1994 eröffnet. Im volkskundlichen Museum von Kalistrati werden auch Kirchenbücher, welche bis in das Jahr 1813 zurückreichen, aufbewahrt.
Im Gemeindegebiet von Neapoli existieren mindestens neun griechisch-orthodoxe Kirchen und zwei griechisch-orthodoxe Klöster. Diese sind:
- Kloster „Metamorfosi tou Sotiros“ in Dryovouno. Männerkloster. Erbaut 1101. Die ältesten Heiligendarstellungen datieren zurück auf das Jahr 1458, der Narthex stammt aus dem Jahr 1805. Besuch und Aufenthalt im Kloster sind möglich.
- Kloster „Geburt der Mutter Gottes“ in Dryovouno. Frauenkloster.
- Kirche „Agios Georgios“ in Neapolis. 1978 erbaut.
- Kirche „Agios Minas“ in Dryovouno. Die Kirche stammt aus dem Jahr 1509.
- Kirche „Agios Nikolaos“ in Polylakkos. Erbaut 1911.
- Kirche „Metamorfosi tou Sotiros“ in Molocha. Erbaut 1991 auf dem Hügel Kalogero auf den Grundmauern eines alten verfallenen Klosters.
- Kirche „Agiou Dimitriou“ in Molocha. Erbaut 1923 aus den Trümmern einer osmanischen Moschee.
- Kirche „Agia Paraskevi“ in Molocha. Erbaut 1985 auf den Grundmauern einer verfallenen Kirche.
- Kirche „Agia Paraskevi“ in Lefkothea. Erbaut 1680.
- Kirche „Agios Dimitrios“ in Asproula. Erbaut vor 1500. Die Ikonen stammen aus dem 15. Jahrhundert.
- Kirche „Kimisis tis Theotokou“ in Velanidis. Erbaut 1886.

Alle Klöster und Kirchen unterstehen der griechisch-orthodoxen Diözese Siatista und Sissani mit Sitz in Siatista. Der Diözese steht ein Bischof vor.
Nördlich von Skalochori befindet sich der „versteinerte Wald“ von Nostimo, welcher zur Gemeinde Argos Orestiko in der Präfektur Kastoria gehört.